# Ци Ушэн
Ци Ушэн (кит. упр. 戚务生; 20 мая 1944, Вэйхай) — китайский футболист, защитник и бывший тренер сборной Китая по футболу.

## Карьера
Выступал на позиции центрального защитника за китайские команды. В 1976 году в составе сборной своей страны принимал участие в Кубке Азии в Иране, на котором он стал бронзовым призером.
Свою тренерскую карьеру начал в сборной Сомали, затем он работал с юниорскими китайскими командами. Первым серьезным клубом в послужном списке Ци стал «Гуанчжоу», который в то время был середняком местного чемпионата. Первый серьезный успех пришел к наставнику в 1992 году, когда он вместе с «Далянем» обладателем Кубка Китайской футбольной ассоциации.
В 1994 году специалист сменил немца Клауса Шлаппнера на посту главного тренера сборной Китая. С ней он завоевал серебро на Летних Азиатских играх в Хиросиме, но не смог преодолеть квалификацию на ЧМ-1998. После неудачи в отборе у руля национальной команды его сменил англичанин Боб Хафтон.
Уйдя из сборной, наставник возглавлял команды китайского чемпионата.

## Достижения

### Футболиста
- Бронзовый призер Кубка Азии (1): 1976.

### Тренера
- Серебряный призер Летних Азиатских игр (1): 1994.
- Обладатель Кубка Китайской футбольной ассоциации (1): 1992.
- Победитель Второй лиги Китая (1): 2015[3].